# Maureen Reilly
Maureen Reilly, coniugata Elphinston (Sydney, 10 febbraio 1941 – 28 gennaio 2021), è stata una cestista australiana.

## Carriera
Con l'Australia ha disputato i Campionati mondiali del 1967.